# Battaglia di Galizia
La battaglia di Galizia (denominata anche battaglia di Leopoli) fu combattuta nella fase iniziale della prima guerra mondiale sul fronte orientale dal 23 agosto all'11 settembre 1914 e si concluse, dopo una serie di aspri e sanguinosi scontri, con una netta vittoria dell'esercito russo che inflisse pesanti perdite alle armate austro-ungariche, avanzando in profondità nel territorio dell'Impero austro-ungarico e conquistando la grande città di Leopoli.
La vittoria russa ebbe notevole importanza politico-strategica rinsaldando il morale delle popolazioni dell'Impero nonostante la contemporanea sconfitta di Tannenberg contro i tedeschi in Prussia orientale; a causa delle dure perdite e della lunga ritirata, l'esercito austro-ungarico subì un indebolimento irreversibile della sua forza e della sua coesione.

## Inizio della guerra sul fronte orientale

### Il "rullo compressore russo"
Dopo la pesante e inattesa sconfitta nella guerra contro il Giappone nel 1905, l'Impero russo aveva iniziato, in parte con l'aiuto finanziario della Francia, un grande e costoso programma di riforme militari allo scopo di migliorare in modo radicale l'efficienza dell'apparato bellico complessivo e di poter competere con le altre grandi potenze mondiali. Consapevoli che la minaccia principale alla pace sarebbe sorta dalla situazione politica e diplomatica europea, i dirigenti russi avevano deciso soprattutto di rafforzare i legami della Duplice Intesa con la Francia e di sviluppare una politica di supporto all'unità slava nella penisola balcanica in crescente contrasto con l'Impero austro-ungarico e il suo potente alleato germanico.

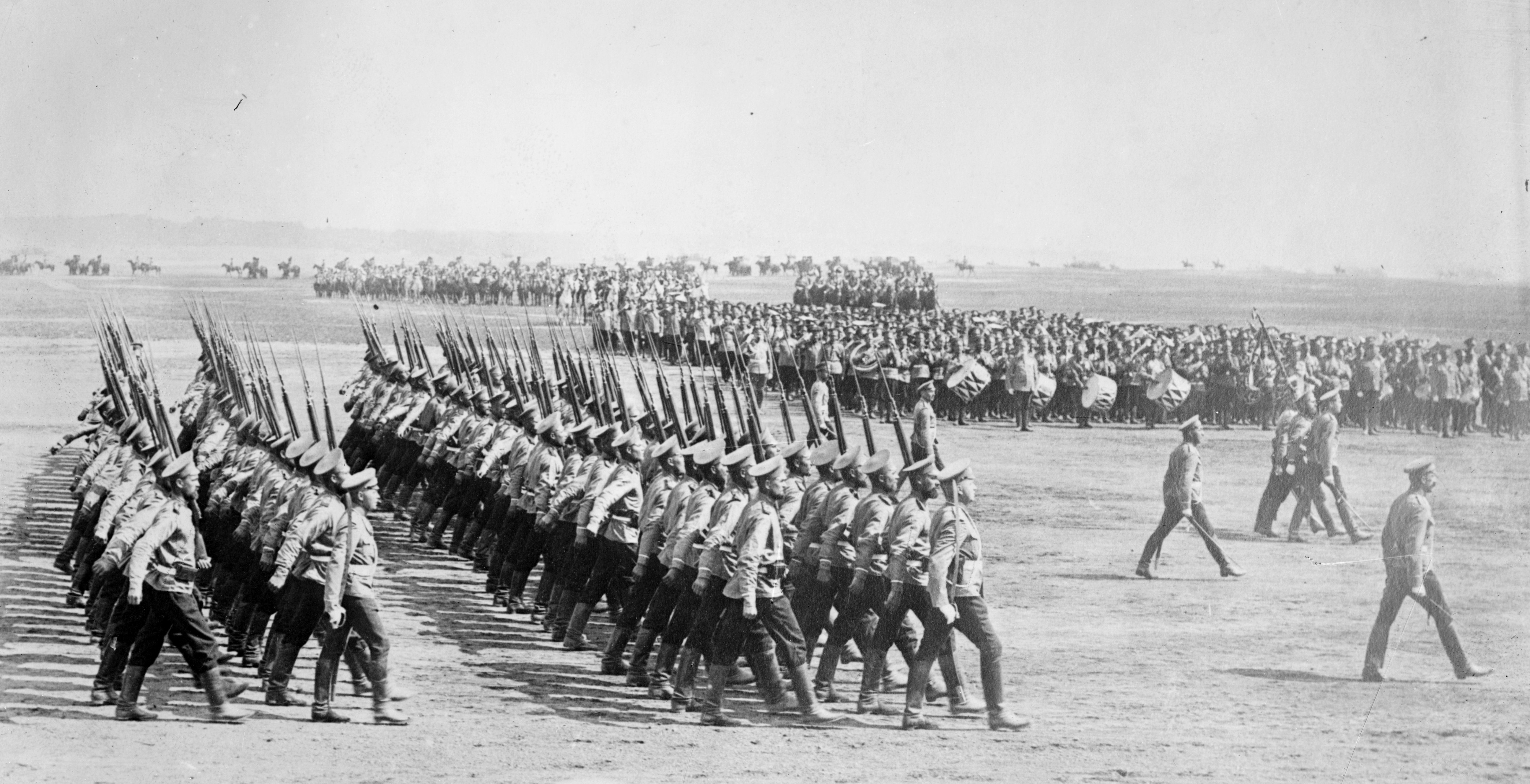
Un reggimento di fanteria russo in marcia.

Dal 1909 al 1913 l'Impero russo impiegò oltre un terzo dell'intero bilancio statale per il piano di ammodernamento e potenziamento dell'esercito e della marina promosso dal nuovo Ministro della Guerra, generale Vladimir Suchomlinov, e dal suo principale collaboratore, generale Jurij Danilov. Nel 1914 l'esercito russo, forte di 1 500 000 soldati, era il più grande del mondo ed era previsto un ulteriore incremento numerico con il cosiddetto "grande programma" che prevedeva un aumento del contingente di leva e una crescita della forza effettiva entro il 1917 fino a 2 milioni di uomini; contemporaneamente era stato migliorato l'equipaggiamento delle truppe, potenziato il sistema delle comunicazioni ferroviarie e rafforzata l'artiglieria campale.
Dal punto di vista della pianificazione strategica nella primavera 1912 era stato inoltre radicalmente modificato il piano di schieramento delle armate in caso di guerra europea contro gli Imperi Centrali. Lo stato maggiore russo aveva abbandonato nel 1909, dopo la crisi bosniaca che sembrava aver dimostrato le intenzioni aggressive e bellicose della Triplice alleanza, i piani operativi di tipo difensivo predisposti in precedenza ed era stato progettato un cosiddetto Piano XIX che prevedeva una massiccia offensiva con diciannove corpi d'armata contro la Germania per invadere la Prussia orientale; forze più limitate, nove corpi d'armata, sarebbero state schierate in Galizia per affrontare l'esercito austro-ungarico.
Nel 1912 anche questo piano venne modificato; divenne sempre più evidente l'importanza di contrastare l'espansione austro-ungarica nei Balcani e di portare aiuto ai nuovi stati slavi sorti dopo la dissoluzione della parte europea dell'Impero ottomano. La nuova pianificazione con cui l'esercito russo sarebbe entrato in guerra nel 1914 prevedeva quindi che due armate con circa 800 000 uomini, avrebbero attaccato in Prussia orientale entro il quindicesimo giorno dalla mobilitazione in coordinamento con il previsto attacco generale dell'esercito francese all'ovest, mentre il grosso delle forze terrestri russe, altre cinque armate raggruppate nel Fronte Sud-occidentale, avrebbero sferrato l'offensiva più importante contro l'Impero Austro-Ungarico con l'obiettivo di marciare sui Carpazi e invadere l'Ungheria.
Alla vigilia della guerra europea la potenza e la dimensione dell'esercito russo impressionavano fortemente le altre grandi potenze; in Germania tra i generali era diffusa la sensazione di una minaccia crescente e si manifestarono opinioni favorevoli ad una guerra preventiva prima dell'ulteriore incremento e modernizzazione della forza militare dell'avversario orientale. Tra gli alleati occidentali dell'Impero, sia nell'opinione pubblica sia tra i dirigenti politici, era diffusa l'ottimistica visione del cosiddetto "rullo compressore russo", l'apparentemente irresistibile macchina bellica slava in grado di schiacciare con la massa dei suoi milioni di "mugiki-soldati" le potenze germaniche e accorrere in aiuto della Francia.
Nella realtà l'apparato bellico dell'Impero russo era ancora minato da gravi debolezze organizzative e materiali; le armi disponibili erano insufficienti, l'artiglieria campale e pesante era inferiore qualitativamente e quantitativamente a quella tedesca, le strutture logistiche, nonostante i tentativi di riforma, erano carenti e non avrebbero permesso di sfruttare tutto l'enorme potenziale umano dell'esercito. Gli ufficiali mostravano gravi carenze di preparazione; tra gli ufficiali inferiori c'erano numerosi elementi coraggiosi e capaci, ma negli stati maggiori predominava la discordia e la rivalità tra i generali. A causa di queste profonde insufficienze, i soldati russi, coraggiosi, disciplinati e stoicamente capaci di sopportare grandi disagi, avrebbero sofferto enormi difficoltà materiali e morali che avrebbero favorito alla lunga il diffondersi dello scoramento, della protesta, della rivolta.

### L'esercito Imperiale e Regio
L'apparato militare dell'Austria-Ungheria costituiva ancora, nonostante le carenze tecnico-organizzative e la serie di sconfitte della seconda metà dell'Ottocento, il principale baluardo dell'Impero asburgico. Le forze terrestri, costituite in tempo di pace da circa 500 000 uomini, erano suddivise in tre organizzazioni: l'Esercito Imperiale e Regio, la Landwehr di riserva austriaca e la Honvéd ungherese. Queste truppe disponevano di armi di buona qualità ma in quantità insufficiente; inoltre, a causa della mancanza di adeguate risorse finanziarie, le spese militari ammontavano a circa un quarto di quelle della Russia e della Germania e non consentivano di migliorare l'equipaggiamento e il munizionamento delle truppe.

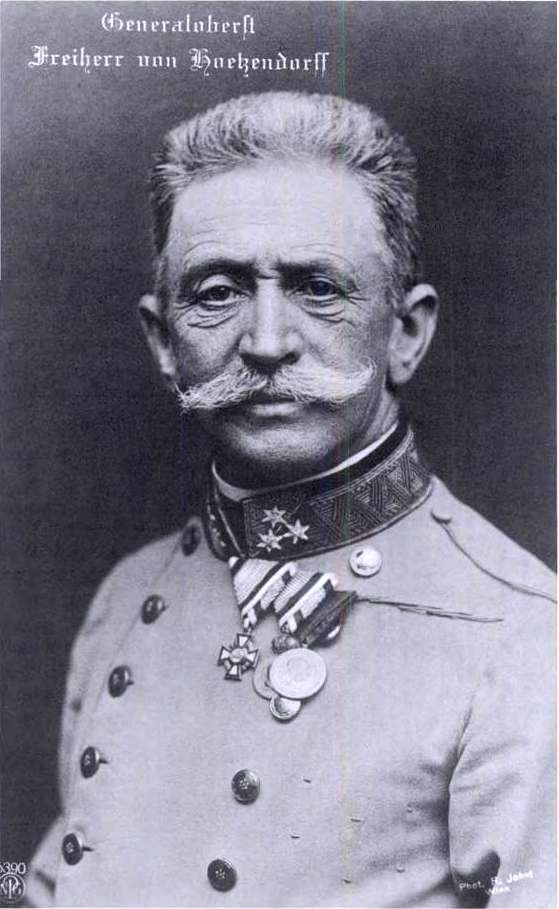
Il generale Franz Conrad von Hötzendorff, capo di Stato maggiore dell'esercito austro-ungarico.

Il vero punto debole dell'esercito austro-ungarico tuttavia era costituito soprattutto dalla sua composizione; i reparti erano reclutati in tutte le nazionalità presenti nell'Impero, anche se la lingua ufficiale era il tedesco. Nelle formazioni, reclutate su base regionale, erano ammesse anche le numerose altre lingue parlate dalle minoranze etniche; al momento della mobilitazione generale i manifesti dovettero essere pubblicati in quindici lingue diverse. Inoltre all'interno delle minoranze nazionali non mancavano spinte disgregatrici che durante la guerra avrebbero minato il morale e la coesione di alcuni reparti reclutati tra i popoli slavi dell'Impero. Il maggiore punto di forza dell'esercito imperiale era invece costituito dalla qualità del corpo ufficiali che godeva ancora di grande prestigio ed era costituito da personale tecnicamente preparato e fortemente legato alle tradizioni militari asburgiche. Alcuni storici hanno giudicato il corpo ufficiali austro-ungarico non molto inferiore qualitativamente a quello dell'esercito tedesco. Fu la presenza di questi capaci ed efficienti ufficiali superiori e inferiori che avrebbe permesso all'Austria-Ungheria di mostrare una sorprendente capacità di resistenza e di ripresa nonostante numerose sconfitte, riuscendo a rimanere in guerra per quattro anni.
Dal 1906 il capo di Stato maggiore generale dell'esercito austro-ungarico era il generale Franz Conrad von Hötzendorff; ufficiale preparato e dotato di grandi qualità strategiche, il generale aveva immediatamente sviluppato ambiziosi progetti aggressivi rivolti non solo contro i reali nemici dell'Impero, la Russia e la Serbia, ma anche contro l'Italia, ufficialmente alleata delle potenze germaniche. Le sue audaci proposte vennero respinte dai dirigenti austro-ungarici e apparivano irrealizzabili soprattutto per le debolezze strutturali dell'esercito. Dal 1909 il generale Conrad intraprese una serie di conversazioni approfondite con il generale Helmuth von Moltke e lo stato maggiore generale tedesco per coordinare la strategia bellica in caso di guerra europea.
Il generale Conrad appariva soprattutto interessato al settore balcanico dove avrebbe voluto schiacciare rapidamente la Serbia; in questo settore egli prevedeva di schierare inizialmente il "Minimal Gruppe Balkan". Per coprire il territorio dell'impero e sbarrare la marcia di un'eventuale offensiva russa, il grosso dell'esercito austro-ungarico, lo "A-Staffel", sarebbe stato posto a difesa della Galizia. Il generale Conrad avrebbe mantenuto disponibili cospicue forze di riserva, il "B-Staffel", che avrebbero potuto essere impiegate sul fronte balcanico o sul fronte orientale sulla base degli sviluppi reali delle operazioni. Questa pianificazione, in apparenza brillante, tuttavia non teneva nel giusto conto i contemporanei progetti dello stato maggiore tedesco e minimizzava il pericolo rappresentato dall'esercito russo. Il generale von Moltke aveva conservato la strategia prevista dal piano Schlieffen e quindi la gran parte dell'esercito tedesco inizialmente sarebbe stato concentrato all'ovest per schiacciare entro sei settimane la Francia; di conseguenza avrebbe potuto fornire solo un limitato aiuto all'esercito austro-ungarico che quindi avrebbe dovuto sopportare gran parte del peso dell'immenso esercito russo. Nel caso in cui l'esercito dello zar fosse stato mobilitato e concentrato in tempi più rapidi rispetto alle ottimistiche previsioni dello stato maggiore austriaco, il generale Conrad avrebbe dovuto inevitabilmente rinunciare all'offensiva contro la Serbia per concentrare frettolosamente la massa delle sue forze a protezione della Galizia.

## Svolgimento della campagna

### Mobilitazione e schieramento delle forze

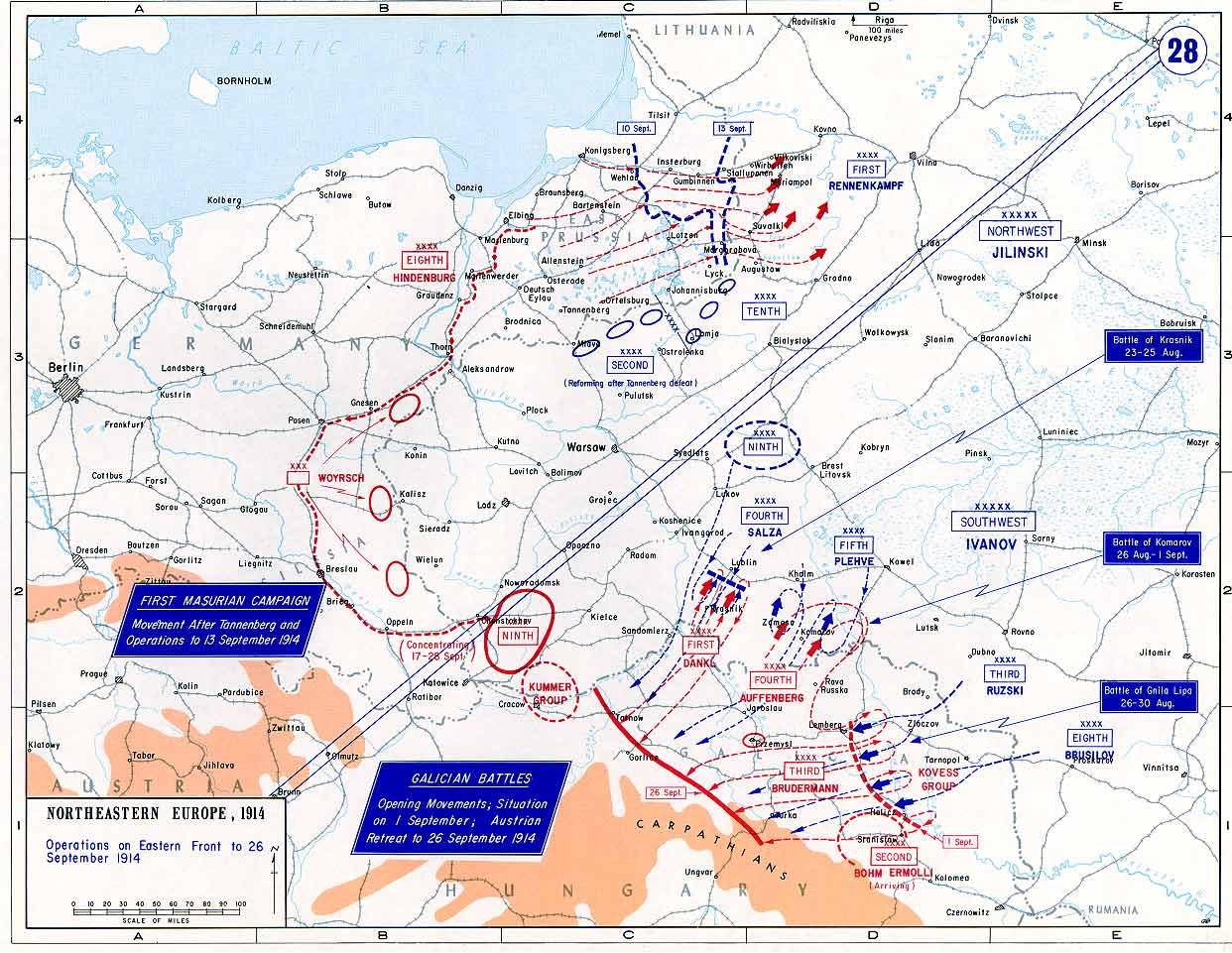
Il Fronte orientale nel 1914.

L'inizio della guerra europea fu salutato con entusiasmo da gran parte delle popolazioni in tutte le nazioni coinvolte; anche nell'Impero russo e nell'Impero austro-ungarico, entità politiche afflitte da gravi e radicati problemi di coesione sociale ed etnica, ci furono diffuse manifestazioni di esultanza, grande orgoglio nazionalistico, annunci bellicosi, vasto afflusso di volontari, un'atmosfera di orgoglio patriottico e di passione bellicista.

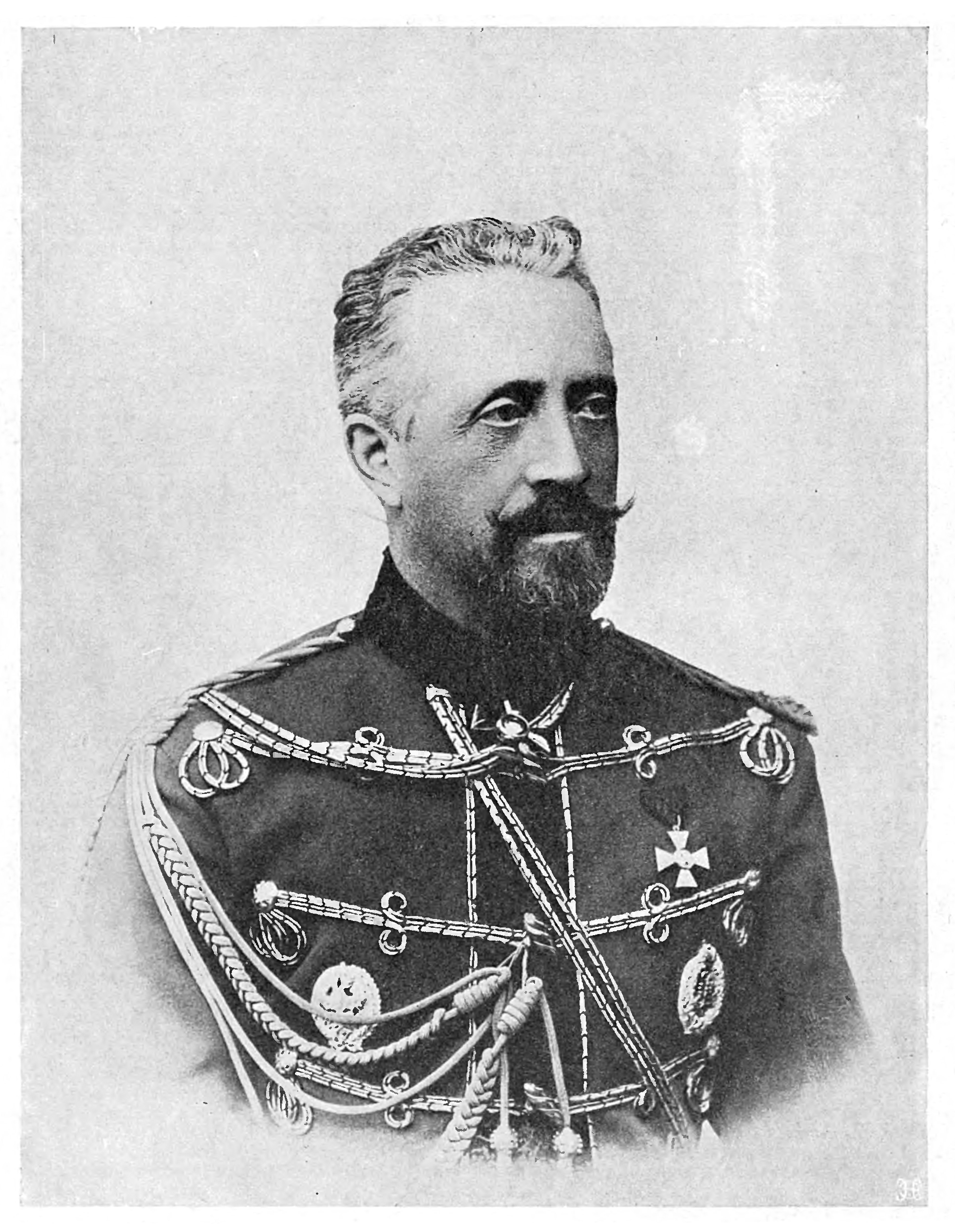
Il Granduca Nicola, comandante in capo dell'esercito russo all'inizio della guerra mondiale.

Nell'immenso Impero russo si assistette ad una esplosione grandiosa di euforia patriottica, lo zar manifestò il suo paternalistico desiderio di "essere tutt'uno con il suo popolo"; nella Duma, in precedenza lacerata da profondi contrasti, si instaurò un'apparente concordia e coesione nazionale a favore dello sforzo bellico del governo; anche le correnti politiche d'opposizione moderata decisero di rinunciare ad intralciare la dirigenza e dichiararono che "in questa lotta siamo tutti come se fossimo una sola persona". Neppure i socialdemocratici russi, che pure al momento del voto alla Duma si astennero o uscirono dall'aula, richiesero "la sconfitta dello zarismo" e si mantennero su posizioni "difensiste", di difesa della patria russa per "renderla libera". La mobilitazione si svolse nel complesso senza difficoltà, gli scioperi e le manifestazioni di opposizione cessarono.
L'esercito russo aveva dato inizio alle complesse procedure di mobilitazione delle sue armate fin dagli ultimi giorni della drammatica crisi di luglio; dopo aver appreso il contenuto dell'ultimatum austriaco alla Serbia, il pomeriggio del 25 luglio il consiglio dei ministri, su proposta del ministro degli esteri Sergej Sazonov, aveva approvato l'eventuale mobilitazione dei quattro distretti militari di Kiev, Odessa, Kazan' e Mosca, destinati a fornire i contingenti dei corpi d'armata di cui era previsto l'impiego contro l'Austria-Ungheria. inoltre era stato deciso che nella notte tra il 25 e il 26 luglio avesse inizio il cosiddetto "periodo preparatorio della guerra" che prevedeva una serie di disposizioni, codificate dall'ukase dello Zar del 2 marzo 1913, per sveltire le procedure di mobilitazione e accelerare la discesa in campo dell'esercito contro gli Imperi Centrali. Alle ore 17.00 del 30 luglio venne diramato l'ordine di mobilitazione generale sia contro la Germania che contro l'Austria-Ungheria dopo che, in una serie di drammatiche discussioni, il ministro Sazonov, il generale Suchomlinov e il generale Nikolaj Januškevič, capo di Stato maggiore generale, ebbero superato i dubbi e le incertezze dello zar Nicola II.

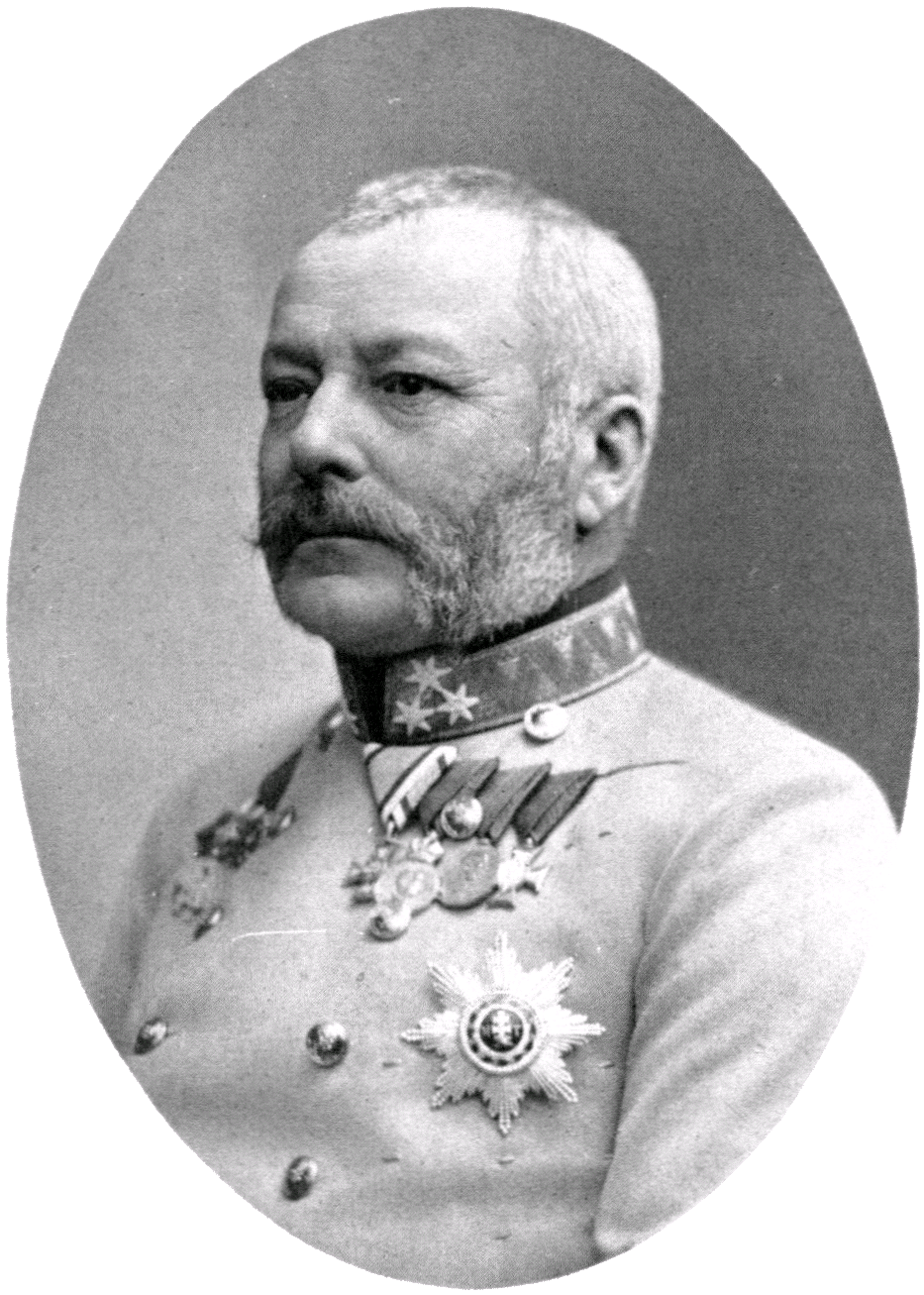
L'arciduca Federico, il comandante in capo nominale dell'esercito austro-ungarico.

Il comando supremo delle forze campali russe venne assunto dal popolare e capace granduca Nicola, con il generale Januškevič come capo di Stato Maggiore e il generale Danilov come capo ufficio operazioni; a Baranavičy venne costituito il Grande Quartier generale, lo Stavka, e la mobilitazione procedette con sorprendente rapidità e con sufficiente efficienza. Entro due settimane la Russia fu in grado di portare in combattimento le sue armate principali e, nonostante problemi organizzativi e la forte tensione a cui furono sottoposti gli alti comandi, l'esercito passò all'attacco sia contro la Germania in Prussia orientale, come fortemente sollecitato dalla Francia, sia contro l'Austria-Ungheria in Galizia, dove il granduca Nicola intendeva sferrare l'offensiva decisiva; il 17 agosto, le truppe russe superarono il confine tedesco, mentre fin dal 16 agosto erano iniziati i primi combattimenti sul fronte austriaco.
L'esercito russo era stato raggruppato in due gruppi d'armate, il Fronte Nord-Occidentale al comando del generale Jakov Žilinskij, che avrebbe invaso la Prussia orientale attaccando dal Niemen e dalla Vistola, e il Fronte Sud-Occidentale del generale Nikolaj Ivanov che avrebbe sferrato in Galizia contro l'Impero Austro-Ungarico la grande offensiva da cui il granduca Nicola si attendeva, grazie anche al previsto afflusso in un secondo momento di ingenti forze della seconda ondata, la vittoria sul nemico asburgico.
L'impero Austro-ungarico aveva iniziato le procedure di mobilitazione fin dal 25 luglio ma, nella previsione di una localizzazione del conflitto, inizialmente erano stati richiamate solo le riserve di sette corpi d'armata di cui era previsto l'impiego, a partire dal 12 agosto, contro la Serbia. Solo il 27 e il 28 luglio divenne evidente che l'Impero Russo stava procedendo alla minacciosa mobilitazione parziale del suo esercito rivolta contro l'Austria-Ungheria; quindi il generale Conrad richiese esplicitamente di procedere alla mobilitazione generale per affrontare un possibile attacco russo. In questo caso sarebbe stato inevitabile rinunciare all'offensiva in forze contro la Serbia e trasferire contro la Russia quattro dei sette corpi d'armata che avrebbero rafforzato i nove corpi d'armata di cui era già previsto dal piano di mobilitazione l'impiego contro la Russia. Alle ore 12.23 del 31 luglio Francesco Giuseppe firmò l'ordine di mobilitazione generale dell'Esercito Imperiale e Regio ed ebbe inizio il trasferimento dei quattro Corpi d'armata dal fronte serbo al fronte orientale contro la Russia; entro il 18 agosto raggiunsero la Galizia, provenienti dall'area di Belgrado, il IV, il VII e il IX corpo d'armata. Il comando supremo dell'esercito austro-ungarico venne assunto ufficialmente dall'arciduca Federico, mentre il generale Conrad mantenne il pieno il controllo della condotta strategica delle operazioni.

### Prime battaglie
Il generale Nikolaj Ivanov, comandante del fronte Sud-Occidentale russo, era un comandante preparato e prudente, ma "indeciso e pignolo per i dettagli"; coadiuvato dal suo capo di Stato maggiore, il generale Michail Alekseev, ufficiale intelligente, dotato di notevoli capacità strategiche, egli aveva pianificato inizialmente un'offensiva principale in Galizia con le due armate del suo fianco destro, la 4ª Armata del generale Anton von Salza e la 5ª Armata del generale Pavel von Plehve, a partire dal territorio polacco in direzione delle linee ferroviarie di comunicazione nemiche. Tuttavia i progetti del generale Danilov, capo dell'ufficio operazioni dello Stavka, differivano e prevedevano invece un'offensiva principale con le due armate del fianco sinistro, la 3ª Armata del generale Nikolaj Ruzskij e la 8ª Armata del generale Aleksej Brusilov, contro la Galizia orientale.
Dopo alcuni contrasti, gli alti comandi russi decisero di sferrare una doppia offensiva combinata e ricercare un "doppio avvolgimento" sulle ali dell'esercito austro-ungarico in Galizia. Questo piano appariva rischioso e richiedeva una difficile coordinazione tra le armate sui fianchi, ma sarebbe stato favorito dalla sorprendente rapidità della mobilitazione russa iniziata il 31 luglio, che avrebbe permesso di rafforzare costantemente lo schieramento in prima linea. Entro il diciottesimo giorno dall'inizio della mobilitazione, l'esercito russo in Galizia contava già 34 divisioni fanteria e dodici divisioni di cavalleria, che sarebbero salite a 53 divisioni fanteria e 18 di cavalleria entro il trentesimo giorno. Queste forze erano numericamente superiori all'esercito austro-ungarico che contava inizialmente su meno di trenta divisioni che sarebbero salite a 37 divisioni fanteria e dieci di cavalleria; inoltre le divisioni russe erano più forti in fanteria e artiglieria di quelle avversarie.

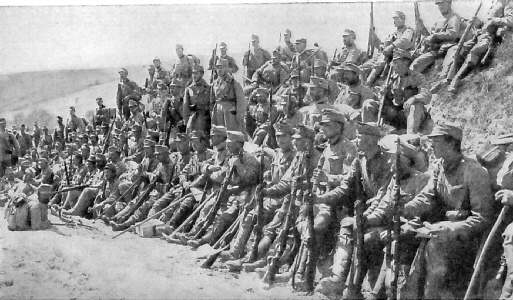
Reparto di fanteria austro-ungarico.

Nella fase iniziale della campagna tuttavia una serie di errori tattici russi diedero un vantaggio all'esercito austro-ungarico e permisero al generale Conrad di affrontare con buone possibilità di successo le prime battaglie. Il concentramento delle forze austro-ungariche in Galizia non fu molto bene organizzato, si verificarono errori di trasporto e le truppe inizialmente assegnate al fronte serbo vennero trasferite verso est in ritardo e nella confusione; tuttavia nonostante questi problemi, tra gli alti comandi austro-ungarici era diffuso l'ottimismo, il morale delle truppe era alto, venne pianificata l'occupazione di vasti territori polacchi. Il generale Conrad era deciso a prendere l'iniziativa dalla Galizia verso nord in Polonia per collaborare con le truppe tedesche in Prussia orientale e a partire dal 19 agosto le potenti forze austriache dell'ala sinistra, la 1ª Armata del generale Viktor Dankl e la 4ª Armata del generale Moritz von Auffenberg passarono all'offensiva in direzione di Lublino, mentre la 3ª Armata del generale Rudolf von Brudermann ricevette l'ordine di coprire la Galizia orientale, appoggiato più a sud dal raggruppamento improvvisato del generale Hermann Kövess.
Nella Galizia settentrionale i russi sottovalutarono le forze nemiche; le armate avversarie disponevano inizialmente di circa 350 000 uomini per parte; il comando russo, ipotizzando che la principale concentrazione nemica fosse più a est, stava raggruppando le forze maggiori nella Galizia orientale e, nonostante i cauti avvertimenti del capo di stato maggiore generale Yanuškevič, né lo Stavka né i generali Ivanov e Alekseev avvertirono il pericolo per l'ala destra russa. La 4ª Armata del generale von Salza quindi avanzò in territorio austriaco senza un'adeguata ricognizione della cavalleria e si sparpagliò sul terreno boscoso e paludoso, incappando alla cieca contro il grosso della 1ª Armata austro-ungarica del generale Dankl che stava avanzando a sua volta. I russi persero i collegamenti e due divisioni furono quasi distrutte nella battaglia di Kraśnik tra il 23 e il 25 agosto. La 4ª Armata perse 6 000 prigionieri e 28 cannoni e dovette ripiegare in territorio polacco verso Lublino, il generale von Salza venne sostituito dal generale Aleksej Evert. Il 26 agosto ebbe inizio più a est la battaglia di Komarow tra la 4ª Armata austro-ungarica del generale Auffenberg e la 5ª Armata russa del generale Plehve; l'alto comando russo dimostrò di nuovo una certa confusione e le truppe entrano in azione a scaglioni; di conseguenza gli austriaci ottennero nuovi successi, respinsero il nemico e avanzarono verso nord. I duri combattimenti si prolungarono per una settimana e misero in seria difficoltà l'esercito dello zar, ma nel frattempo sviluppi decisivi si erano già verificati in Galizia orientale; nonostante nuove incertezze dei generali, i russi avevano ottenuto importanti vittorie e stavano marciando verso Leopoli.

### Offensiva dell'ala sinistra russa
Preoccupati per le notizie sui combattimenti in corso sull'ala destra (settentrionale) del Fronte Sud-Occidentale, il generale Ivanov e il suo capo di Stato maggiore, generale Alekseev, avevano sollecitato ripetutamente il generale Ruzskij, comandante della 3ª Armata russa, a passare energicamente all'offensiva sull'ala sinistra (meridionale) e marciare rapidamente in profondità nella Galizia orientale. L'armata del generale Ruzskij aveva attraversato il confine il 20 e il 21 agosto ma il generale russo, incerto e prudente, aveva spinto avanti solo lentamente le sue truppe, credendo di avere di fronte il grosso dell'esercito nemico. A loro volta anche i comandanti austro-ungarici si ingannavano sulla situazione reale sul campo; il generale von Brudermann, comandante della 3ª Armata austriaca, riteneva di avere forze sufficienti per poter attaccare frontalmente il nemico; lo stesso generale Conrad invitò il suo subordinato ad attaccare verso est.

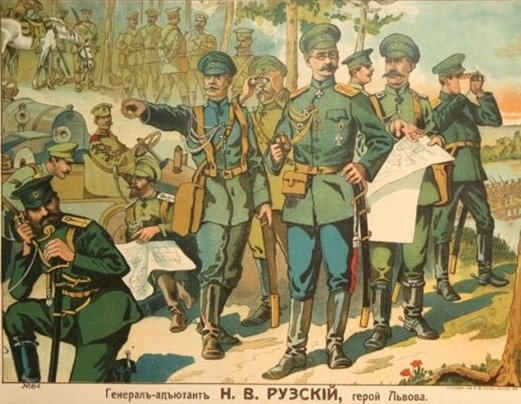
Il generale Nikolaj Ruzskij, comandante della 3ª Armata russa, con il suo stato maggiore.

In realtà invece le forze austro-ungariche nella Galizia orientale erano in forte inferiorità numerica e, espandendosi in campo aperto, rischiavano di essere schiacciate dal raggruppamento russo, costituito da quattro corpi d'armata in prima linea e in ulteriore rafforzamento. Il generale von Brudermann disponeva di sole otto divisioni con 91 battaglioni e 300 cannoni di fronte a 192 battaglioni e 685 cannoni del generale Ruzskij. Tra il 26 e il 28 agosto le truppe austro-ungariche attaccarono frontalmente in ordine serrato il preponderante schieramento nemico nel territorio collinoso e irregolare a sud-est di Leopoli solcato dal fiume Złota Lipa; la battaglia terminò con una dura sconfitta per la 3ª Armata austriaca. Gli attacchi austro-ungarici furono facilmente respinti e i russi passarono al contrattacco sfruttando la loro superiorità numerica; le perdite austriache furono molto elevate e alcuni reparti si sbandarono e si ritirarono in disordine verso Leopoli; il generale von Brudermann, mancando di riserve prontamente disponibili, ebbe grande difficoltà per controllare la situazione.
Il generale Ivanov intendeva impegnare, dopo la vittoria sullo Złota Lipa, parte delle forze della 3ª Armata per avanzare subito verso nord-ovest in sostegno dell'armata del generale Plehve e quindi diramò ripetutamente ordini in questo senso al generale Ruzskij, ma il comandante della 3ª Armata, ancora prudente e convinto di non aver sconfitto il grosso delle forze nemiche di cui esagerava la consistenza, ritardò il movimento del suo corpo d'armata di destra e trattenne gli altri tre corpi. Il generale Ruzskij venne a conoscenza solo il 28 agosto della ritirata austriaca di fronte alla sua armata; egli temeva inoltre un contrattacco nemico sul suo fianco sinistro e intendeva soprattutto marciare verso ovest direttamente su Leopoli in collegamento con l'8ª Armata del generale Brusilov che stava avanzando più sud. Il generale Ivanov dal suo posto di comando a Cholm stava incontrando grandi difficoltà per controllare in modo efficace le armate del Fronte Sud-Occidentale e, nonostante le sue ripetute ingiunzioni rivolte al generale Ruzskij di accelerare l'avanzata e marciare verso nord-ovest, la 3ª Armata russa continuò a muovere lentamente verso ovest senza pressare da vicino le truppe austriache, sconfitte sullo Złota Lipa il 26 agosto, che quindi il generale von Brudermann riuscì a riorganizzare parzialmente sulla linea del fiume Gniła Lipa.

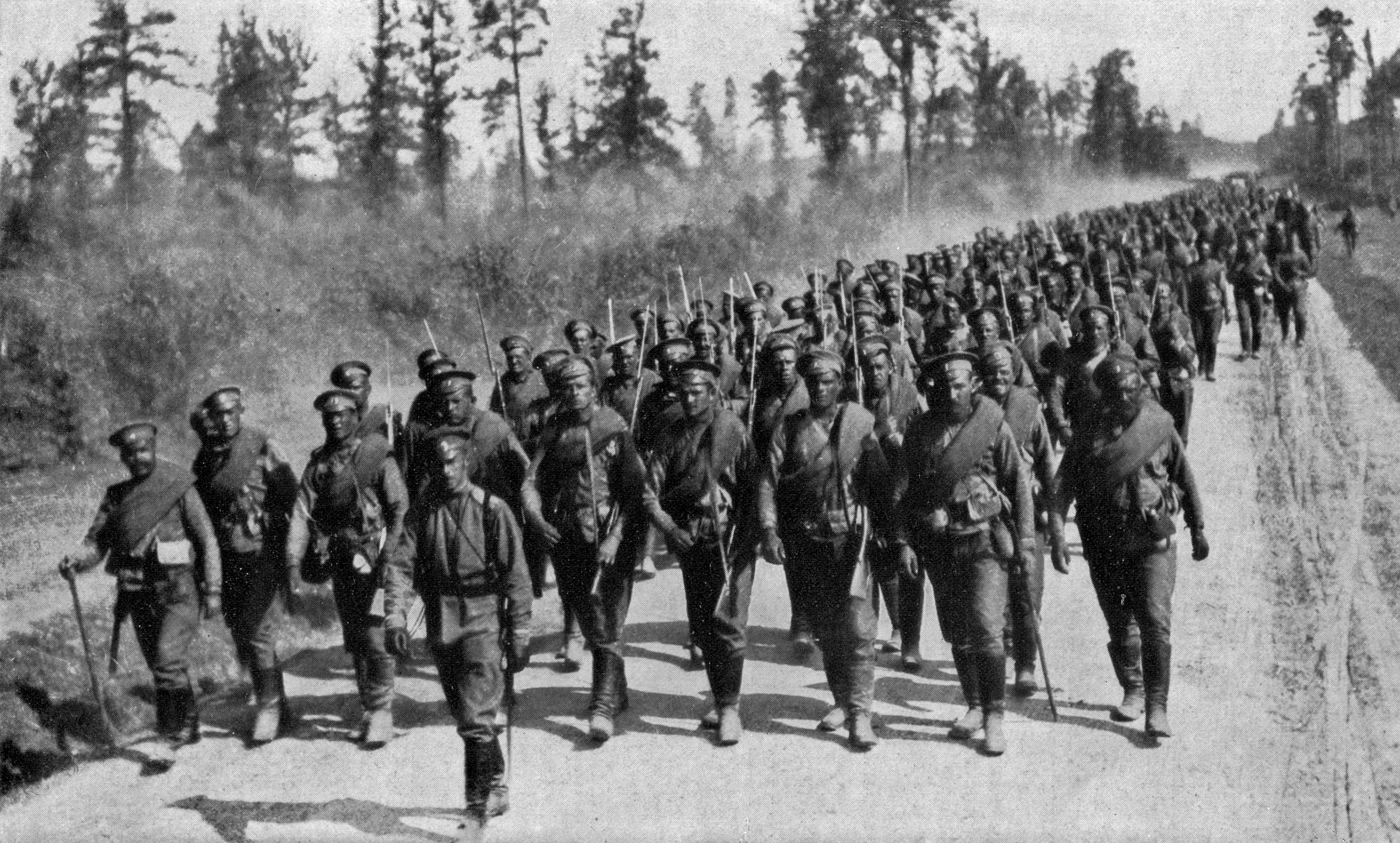
Fanteria russa in marcia sul fronte orientale.

Entro il 30 agosto lo schieramento austriaco era stato rinforzato dall'arrivo di nuove truppe dai Balcani e dalla costituzione di una nuova 2ª Armata nel settore meridionale della linea; il generale von Brudermann disponeva ora di quattordici divisioni di fanteria e 828 cannoni. Il generale tuttavia era pessimista e disse al generale Conrad che le forze russe godevano ancora di una grande superiorità numerica. In effetti i generali Ruzskij e Brusilov stavano marciando lentamente verso ovest con ventidue divisioni e 1 304 cannoni. Il generale Conrad non sembrò molto impressionato dagli avvertimenti del suo subordinato; egli al contrario, ritenendo che il nemico, che avanzava con grande prudenza, non fosse così forte, ordinò di passare all'attacco impegnando anche la nuova 2ª armata del generale Eduard von Böhm-Ermolli. La decisiva battaglia di Gnila Lipa, dal 29 e 30 agosto 1914, ebbe inizio con una serie di deboli attacchi degli stanchi reparti di fanteria austro-ungarica che, scarsamente sostenuti dal fuoco dell'artiglieria, incapparono nelle armate russe di forza numerica quasi doppia.
I russi attaccarono in massa; lo stesso granduca Nicola era intervenuto sollecitando il generale Ivanov a passare all'offensiva generale in direzione di Leopoli con la 3ª Armata del generale Ruzskij e l'8ª Armata del generale Brusilov; l'attacco russo alla linea austriaca del Gnila Lipa diede luogo ad aspri combattimenti e le truppe austriache si trovarono in grave difficoltà. I generali von Brudermann e Böhm-Ermolli dovettero ordinare la ritirata dopo aver subito pesanti perdite; molti reparti della 3ª Armata austriaca furono distrutti e i russi catturarono 20 000 prigionieri e 70 cannoni; i reparti superstiti si ritirarono in condizioni difficili e con continui combattimenti per sfuggire agli inseguitori. Il generale Ivanov ordinò subito al generale Ruzskij di marciare direttamente su Leopoli per sfruttare la netta vittoria della battaglia di Gnila Lipa, mentre il generale Conrad dovette finalmente ammettere che la sua ala destra aveva di fronte un nemico molto più numeroso e potente.

### Caduta di Leopoli e ritirata generale austro-ungarica
Nonostante la grave sconfitta nella Galizia orientale, il capo di Stato maggiore austro-ungarico tuttavia rimaneva fiducioso; egli riteneva che la sua ala settentrionale avesse ormai raggiunto un successo decisivo contro la 4ª e 5ª Armate russe e che quindi fosse possibile organizzare un vasto trasferimento di truppe a sud per ribaltare la situazione sul fronte meridionale. Il 1º settembre 1914 quindi il generale Conrad diramò nuovi ordini che prescrivevano alla 3ª e 2ª Armata austriache, pesantemente battute sulla Gnila Lipa, di continuare a ripiegare cercando di guadagnare tempo ed eventualmente abbandonando anche Leopoli; nel frattempo la 4ª Armata del generale Auffenberg sarebbe stata ritirata dal settore settentrionale ed avrebbe marciato verso sud per attaccare sul fianco destro le forze russe della 3ª Armata del generale Ruzskij vittoriose nelle battaglie del 26 e 30 agosto. Le disposizioni tattiche del generale Conrad prevedevano che la 3ª Armata austriaca, di cui avrebbe preso il comando il generale Svetozar Borojevic al posto dello sconfitto Brudermann, e la 2ª Armata del generale Böhm-Ermolli si sarebbero schierati a ovest di Leopoli sulla linea del fiume Wereszyca, mentre il generale Auffenberg sarebbe sbucato da nord passando per Rava-Rus'ka.

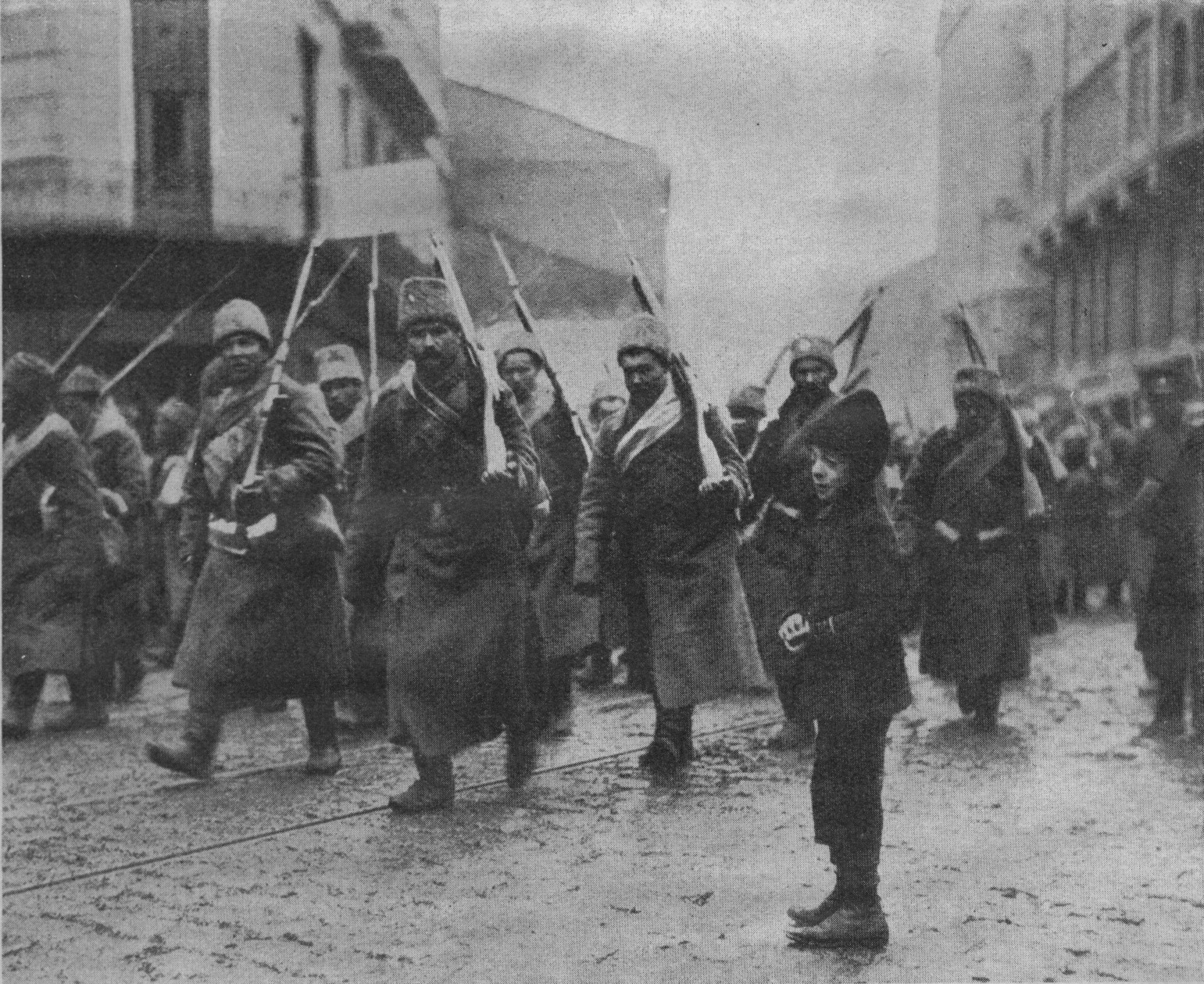
Le truppe russe entrano a Leopoli il 3 settembre 1914.

I nuovi piani del generale Conrad, in apparenza audaci e brillanti, erano irrealistici e non tenevano conto della situazione concreta delle sue armate; il comandante in capo austro-ungarico sembrava ignorare che la 4ª Armata del generale Auffenberg era già estenuata e indebolita dalle prime battaglie e che quindi non sarebbe stata in grado di eseguire con successo l'ambiziosa manovra avvolgente prevista, mentre la 3ª Armata era uscita quasi distrutta dai combattimenti in Galizia orientale e dalle continue ritirate. È possibile che il generale Conrad, informato dalla grande vittoria tedesca in Prussia orientale nella battaglia di Tannenberg, ritenesse necessario, anche per ragioni di prestigio di fronte all'alleato germanico, dimostrare la potenza dell'esercito imperiale e reale raggiungendo un successo altrettanto brillante in Galizia. Nella situazione reale dell'estate 1914 i progetti del generale Conrad erano destinati al fallimento di fronte alle forze russe superiori e in ulteriore aumento numerico.
Nel frattempo il generale Ruzskij aveva raggiunto e investito le difese esterne di Leopoli, ormai abbandonata dalle forze nemiche; dopo aver perso tempo per occupare prudentemente i forti esterni della piazzaforte, il comandante della 3ª Armata entrò finalmente con le sue truppe a Leopoli il 3 settembre. Il generale Ivanov dal quartier generale del Fronte Sud-Occidentale e il granduca Nicola dallo Stavka di Baranovici diramarono nuovi ordini ai generali Ruzskij e Brusilov per completare la vittoria e distruggere tutte le forze austro-ungariche. Il generale Ruzskij avrebbe dovuto distaccare un corpo d'armata verso nord mentre il resto della sua armata avrebbe marciato immediatamente verso nord-ovest, protetta a sud dall'8ª Armata del generale Brusilov; contemporaneamente l'ala settentrionale del Fronte Sud-Occidentale, riorganizzata e rinforzata dopo gli insuccessi iniziali, sarebbe passata all'attacco da nord; era inoltre in arrivo anche la nuova 9ª Armata del generale Platon Lecinskij che dalla Vistola avrebbe attaccato in direzione del fiume San sul fianco sinistro scoperto dell'esercito austro-ungarico.
Mentre la 1ª Armata austro-ungarica del generale Dankl continuava la sua lenta avanzata e raggiungeva il 1º settembre la periferia della città di Lublino esponendosi pericolosamente ad attacchi sul fianco dal fiume San, il generale Auffenberg aveva iniziato con gran parte della sua armata la difficile marcia verso sud-est in direzione di Rava Rus'ka prevista dal piano del generale Conrad, ma queste truppe, stanche e indebolite dalle perdite subite, incapparono il 3 settembre nelle forze russe del generale Ruzskij in marcia verso nord-ovest e la battaglia di Rava Rus'ka iniziò subito con una lotta frontale costosa e senza esito. Mentre questi logoranti scontri proseguivano per alcuni giorni, la situazione degli austriaci sembrò migliorare più a sud dove i resti della 3ª Armata al comando del generale Borojevic e la 2ª Armata del generale Böhm-Ermolli, rinforzata dall'arrivo dell'IV corpo d'armata proveniente dai Balcani, tra il 7 e il 9 settembre ottennero alcuni successi e misero in difficoltà l'8ª Armata del generale Brusilov che dovette cedere alcune posizioni. Queste notizie rinsaldarono la fiducia del generale Conrad che quindi decise di continuare la battaglia nonostante l'andamento sempre più disastroso per gli austro-ungarici dei combattimenti nei settori settentrionale e orientale.

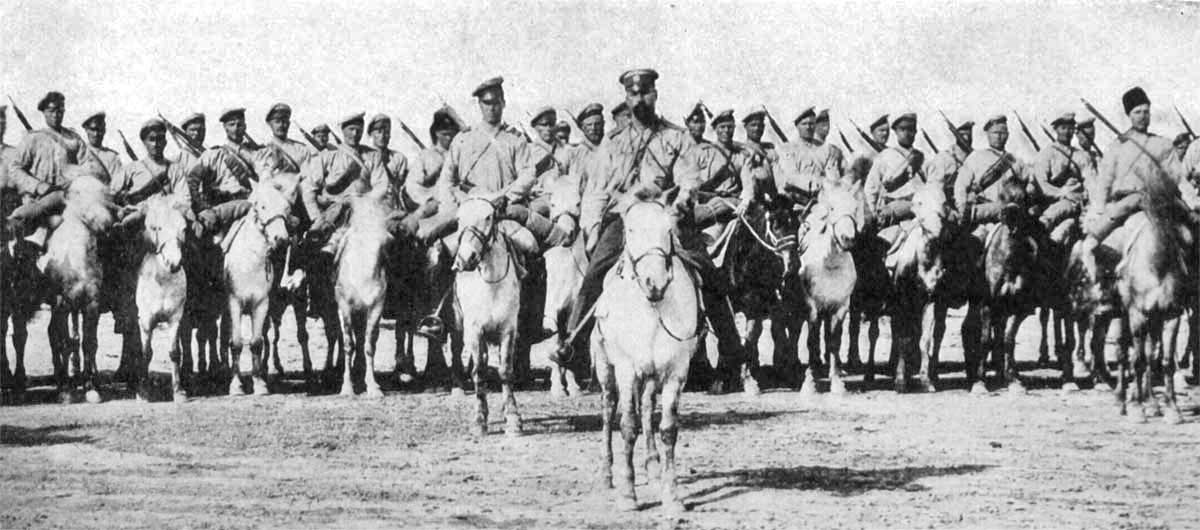
Un reparto di cavalleria russa.

Il generale Ivanov stava continuamente rinforzando le sue armate con l'arrivo di nuove riserve ed aveva deciso di sferrare un'offensiva decisiva a tenaglia da nord-ovest e da sud-est per accerchiare e distruggere completamente l'esercito nemico. Mentre a est il generale Ruzskij stava continuando la battaglia a Rava Rus'ka contro il grosso della debole 4ª Armata austriaca del generale Auffenberg, la 1ª Armata austriaca del generale Dankl rischiava di essere schiacciata dalla 9ª Armata del generale Lecinskij proveniente dalla Vistola e dalla 4ª Armata del generale Evert, che aveva ora a disposizione quattordici divisioni e 900 cannoni contro le tredici divisioni austriache con soli 558 cannoni. Gli austro-ungarici avevano ricevuto di rinforzo dalla Slesia un debole corpo d'armata tedesco al comando del generale Remus von Woyrsch, che tuttavia era costituito da riservisti scarsamente equipaggiati. La 1ª Armata austriaca venne attaccata sui fianchi, sconfitta e respinta indietro verso Krasnik.
La situazione delle forze austriache nel settore settentrionale divenne ancor più critica per l'offensiva sferrata dalla 5ª Armata russa del generale Plehve che, potentemente rinforzata, attaccò con due corpi d'armata il solo corpo d'armata austriaco rimasto sul posto dopo lo spostamento del grosso della 4ª Armata del generale Auffenberg verso sud. Inoltre il generale Plehve riuscì ad avanzare con due altri corpi d'armata in un varco delle difese, minacciando di colpire alle spalle la 4ª Armata austriaca in combattimento a Rava Rus'ka. Entro il 9 settembre le forze austriache nel settore settentrionale stavano crollando sotto gli attacchi russi: il debole corpo d'armata dell'arciduca Giuseppe Ferdinando, intervenuto per coprire le retrovie dell'armata del generale Auffenberg, venne decimato e alcuni reparti austriaci si disgregarono sul terreno paludoso; più a ovest la 1ª Armata austriaca del generale Dankl subì una pesante sconfitta e uno dei suoi corpi d'armata venne distrutto a Sukhodoly da tre corpi d'armata russi. Anche il corpo d'armata tedesco del generale von Woyrsch l'8 settembre era stato battuto e respinto oltre la Vistola dopo aver perso 8 000 uomini.
L'11 settembre il generale Conrad, dopo il fallimento di un ultimo attacco della 3ª e della 2ª Armata oltre il fiume Wereszyca e la conferma da parte dell'Alto comando tedesco che per il momento non sarebbe stato possibile inviare ulteriore forze sul fronte orientale, dovette ammettere la sconfitta e ordinare la ritirata generale. Dall'intercettazioni delle comunicazioni russe, si era appreso che il generale Ivanov stava sviluppando una vasta manovra strategica per accerchiare completamente le forze austro-ungariche; la cavalleria russa stava già avanzando in profondità e metteva in pericolo gli stessi quartier generali delle divisioni austriache. L'arciduca Federico, comandante in capo nominale, e il generale Conrad intendevano inizialmente ripiegare fino alla linea del fiume San, ma la situazione generale sempre più critica e le notizie dell'avanzata della 4ª Armata del generale Evert sul fianco sinistro, costrinse il capo di stato maggiore a continuare la ritirata verso ovest.

## Bilancio e conclusioni

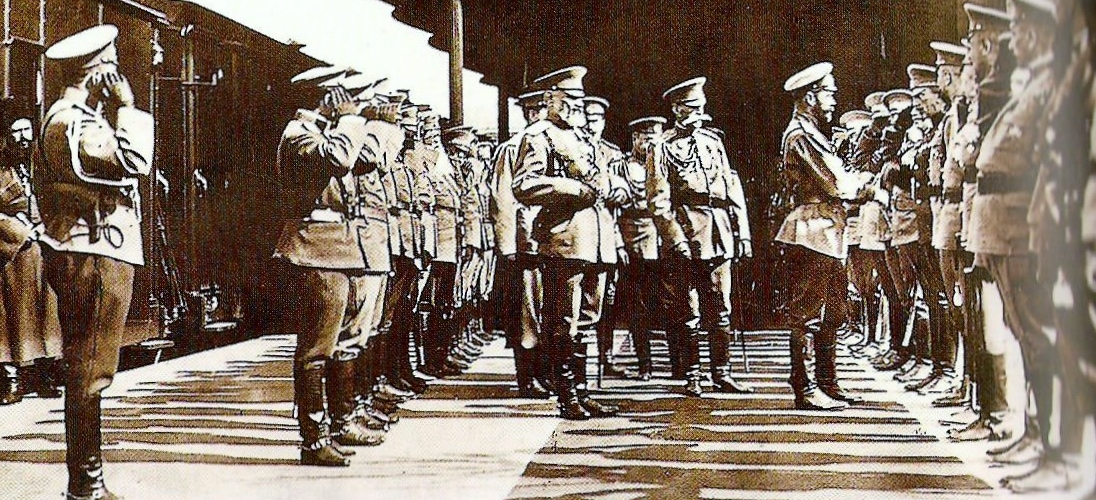
Lo zar Nicola II passa in rassegna un reparto di fanteria, insieme ad alcuni alti ufficiali tra cui il generale Nikolaj Ivanov, comandante in capo del fronte Sud-Occidentale.

L'esercito austro-ungarico proseguì quindi la ritirata generale che tuttavia si svolse con grande difficoltà e notevole disordine; per evitare di demoralizzare le truppe, non erano stati effettuati preparativi per tempo e sulle vie di comunicazione si verificarono grandi ingorghi di traffico tra le colonne in ripiegamento verso est e traini di equipaggiamento che erano in movimento verso ovest per rifornire le truppe ancora in combattimento. Il terreno e le strade divennero quasi impraticabili a causa delle continue piogge. Le truppe erano esaurite e demoralizzate, le perdite furono pesanti, la fortezza di Przemyśl sul San venne tagliata fuori e bloccata dalle armate russe; oltre 120 000 soldati austriaci rimasero isolati all'interno della piazzaforte insieme a grandi quantità di mezzi ed equipaggiamenti militari. La ritirata austro-ungarica fu invece in parte favorita dalla stanchezza e dall'insufficiente energia dimostrata dalle forze russe nella fase finale della campagna; difficoltà di rifornimento e l'esaurimento delle truppe dopo le continue battaglie, rallentarono l'inseguimento; le perdite, 225 000 morti, feriti e dispersi, erano state elevate e la vantata cavalleria russa non riuscì a sfruttare completamente la vittoria. Il generale Ruzskij perse tempo per trincerare le posizioni conquistate; lo stesso generale Ivanov, comandante in capo del fronte Sud-Occidentale, ritenne indispensabile una pausa delle operazioni per riorganizzare le sue armate.
Agli inizi di ottobre il generale Conrad riuscì finalmente ad arrestare la lunga ritirata ed a stabilizzare precariamente una nuova linea difensiva a circa 225 chilometri ad ovest di Leopoli, imperniata su Cracovia sulla Vistola a nord, sul corso dei fiumi Dunajec e Biała, e sulla fortezza di Czernowitz sul Prut a sud, ma la situazione complessiva dell'esercito austro-ungarico rimaneva molto critica. Durante la battaglia di Galizia l'esercito imperiale e reale aveva subito una serie di pesanti sconfitte, le perdite totali erano salite a 400 000 uomini, quasi la metà delle forze impegnate, tra cui oltre 100 000 prigionieri; si erano manifestati preoccupanti fenomeni di cedimento e scarsa coesione, alcuni reparti di etnia ceca e slovacca si erano disgregati. L'esercito imperiale e reale uscì molto indebolito dalla campagna, soprattutto le perdite di ufficiali addestrati furono elevate. In queste condizioni le deboli forze austro-ungariche apparivano esposte ad una nuova offensiva generale dell'esercito russo del granduca Nicola che avrebbe potuto minacciare l'Ungheria; la propaganda russa parlava di una prossima "marcia su Vienna".
La battaglia di Galizia segnò una svolta importante e praticamente irreversibile delle operazioni sul fronte orientale della prima guerra mondiale e dimostrò che le armate russe erano in grado di battere l'esercito imperiale e reale e che la pianificazione originaria degli alti comandi degli Imperi Centrali era ormai impraticabile. Nonostante le contemporanee vittorie dell'esercito tedesco in Prussia orientale contro le forze russe del fronte Nord-Occidentale, la pesante sconfitta austro-ungarica e la minaccia di un crollo del fronte ristabilito precariamente al limite dei Carpazi rendeva indispensabile un forte potenziamento dell'esercito tedesco all'est e il suo intervento in soccorso dell'alleato per impedire la sconfitta definitiva e proteggere la Slesia e l'Ungheria. Era quindi completamente svanita la possibilità che l'Impero austro-ungarico sostenesse quasi da solo il peso della Russia in attesa della vittoria totale tedesca all'ovest. Per gli Imperi Centrali iniziava la logorante e lunga guerra su due fronti.
Nell'Impero russo la vittoria in Galizia contro il grande nemico austro-ungarico, rivale secolare dell'espansionismo slavo, fu enfatizzata dalla propaganda e servì a rinsaldare il morale dell'opinione pubblica, minimizzando l'esito disastroso della battaglia di Tannenberg in Prussia orientale contro i tedeschi. In realtà la campagna in Galizia, molto più rilevante delle battaglie in Prussia orientale per le dimensioni, le forze impegnate e le perdite delle due parti, dimostrò la solidità delle armate russe ma non poté cancellare l'impressione suscitata negli alti comandi russi dalle sconfitte contro la Germania e dalle debolezze organizzative e materiali evidenziate dall'esercito imperiale.

## Generali russi

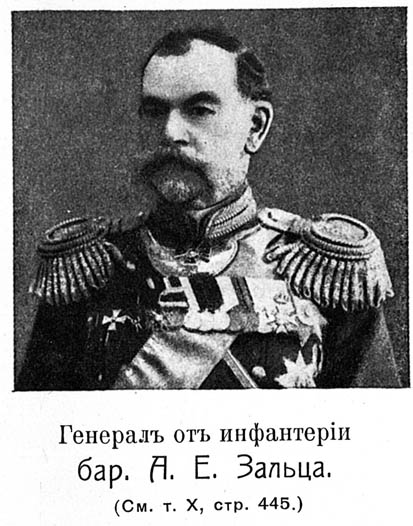
Generale Anton von Salza, comandante fino al 26 agosto della 4ª Armata
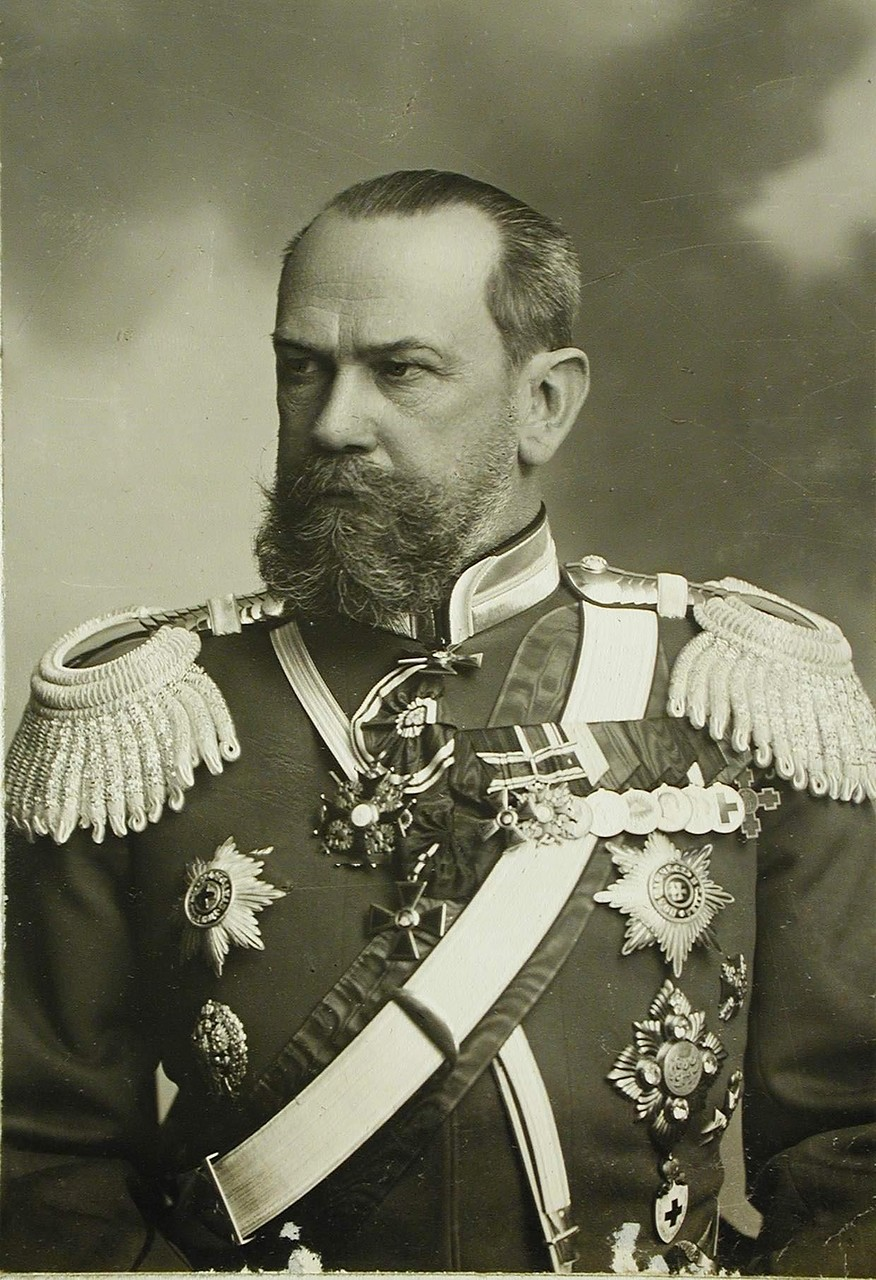
Generale Aleksej Evert, comandante dal 26 agosto della 4ª Armata
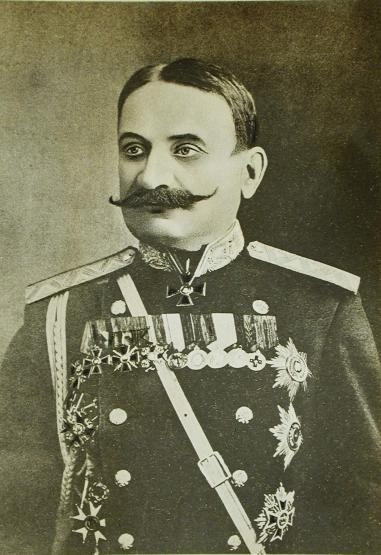
Generale Pavel von Plehve, comandante della 5ª Armata
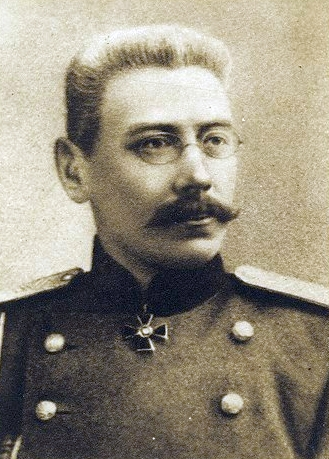
Generale Nikolaj Ruzskij, comandante della 3ª Armata
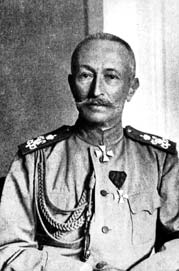
Generale Aleksej Brusilov, comandante della 8ª Armata
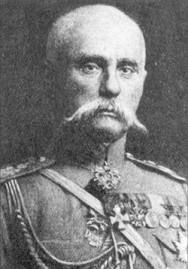
Generale Platon Lecinskij, comandante della 9ª Armata

## Generali austro-ungarici

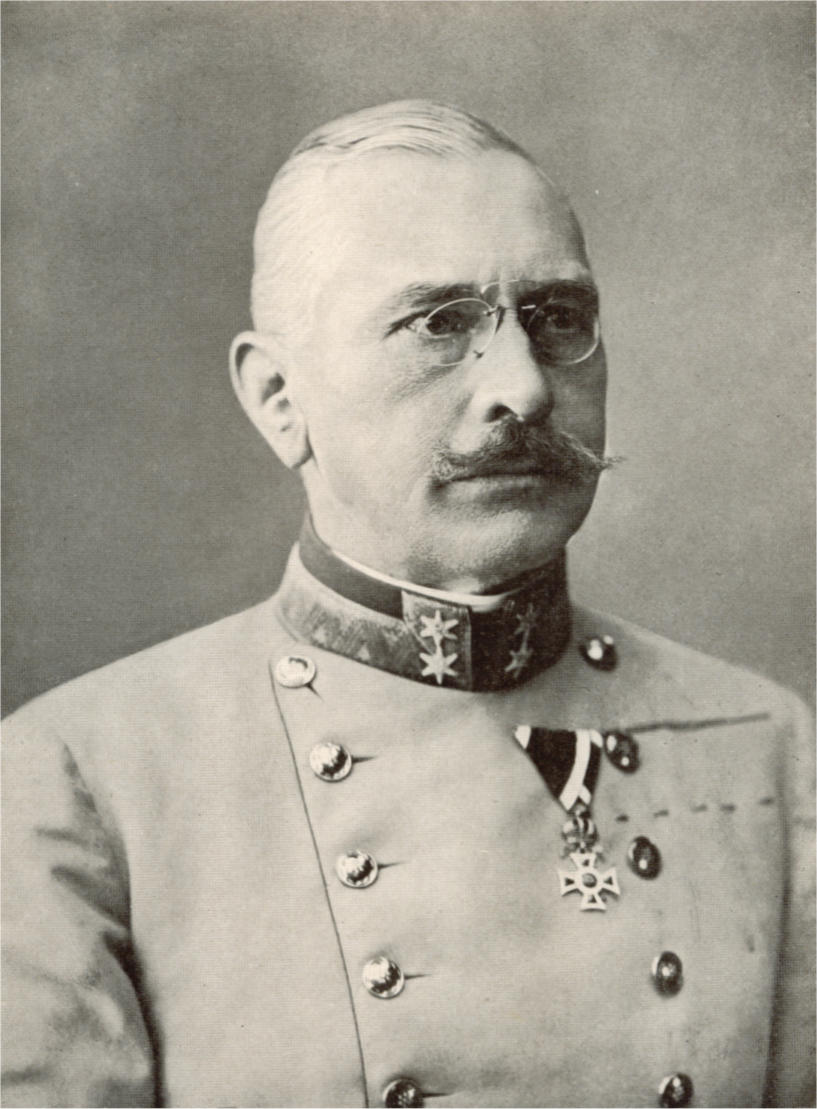
Generale Viktor Dankl, comandante della 1ª Armata
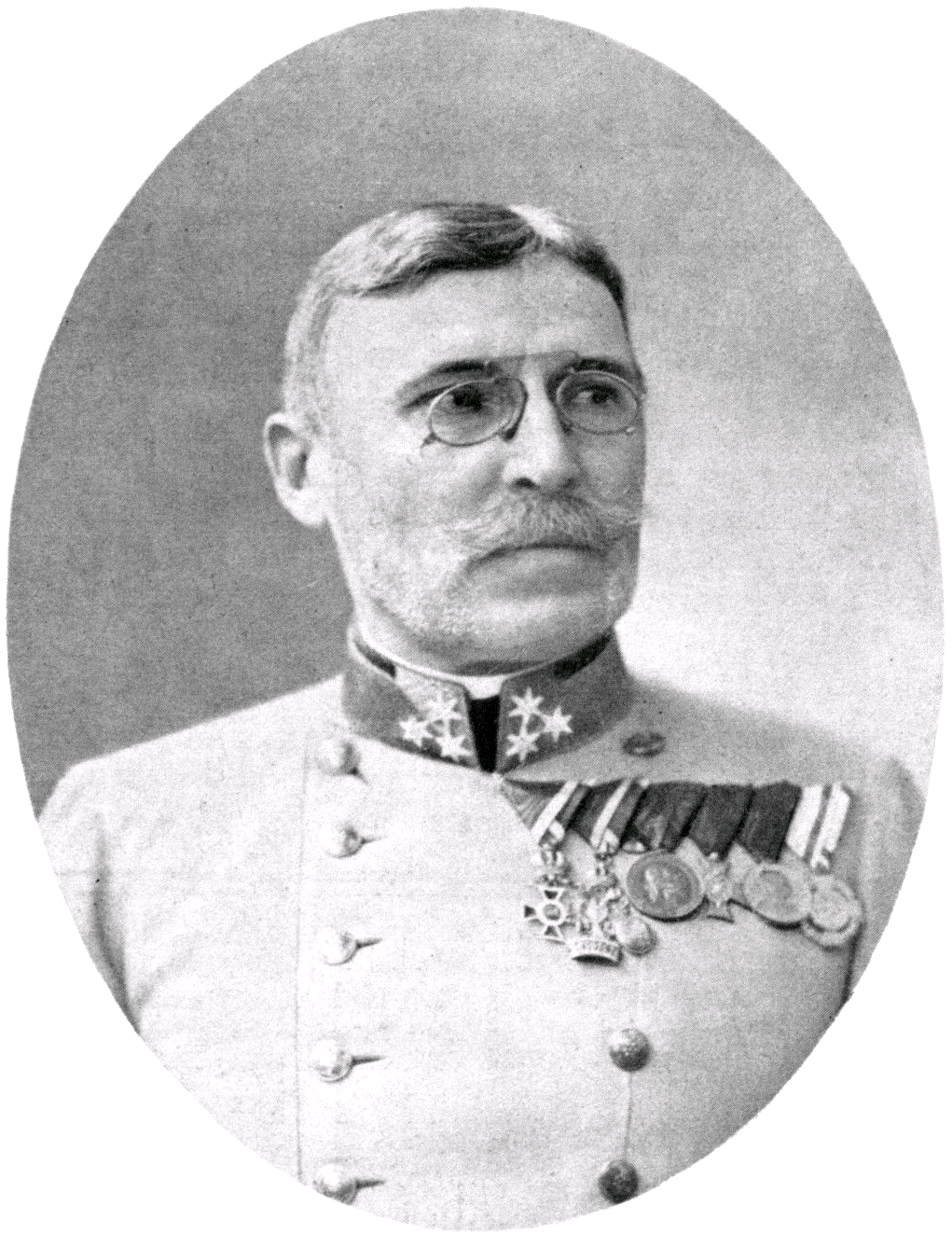
Generale Moritz von Auffenberg, comandante della 4ª Armata
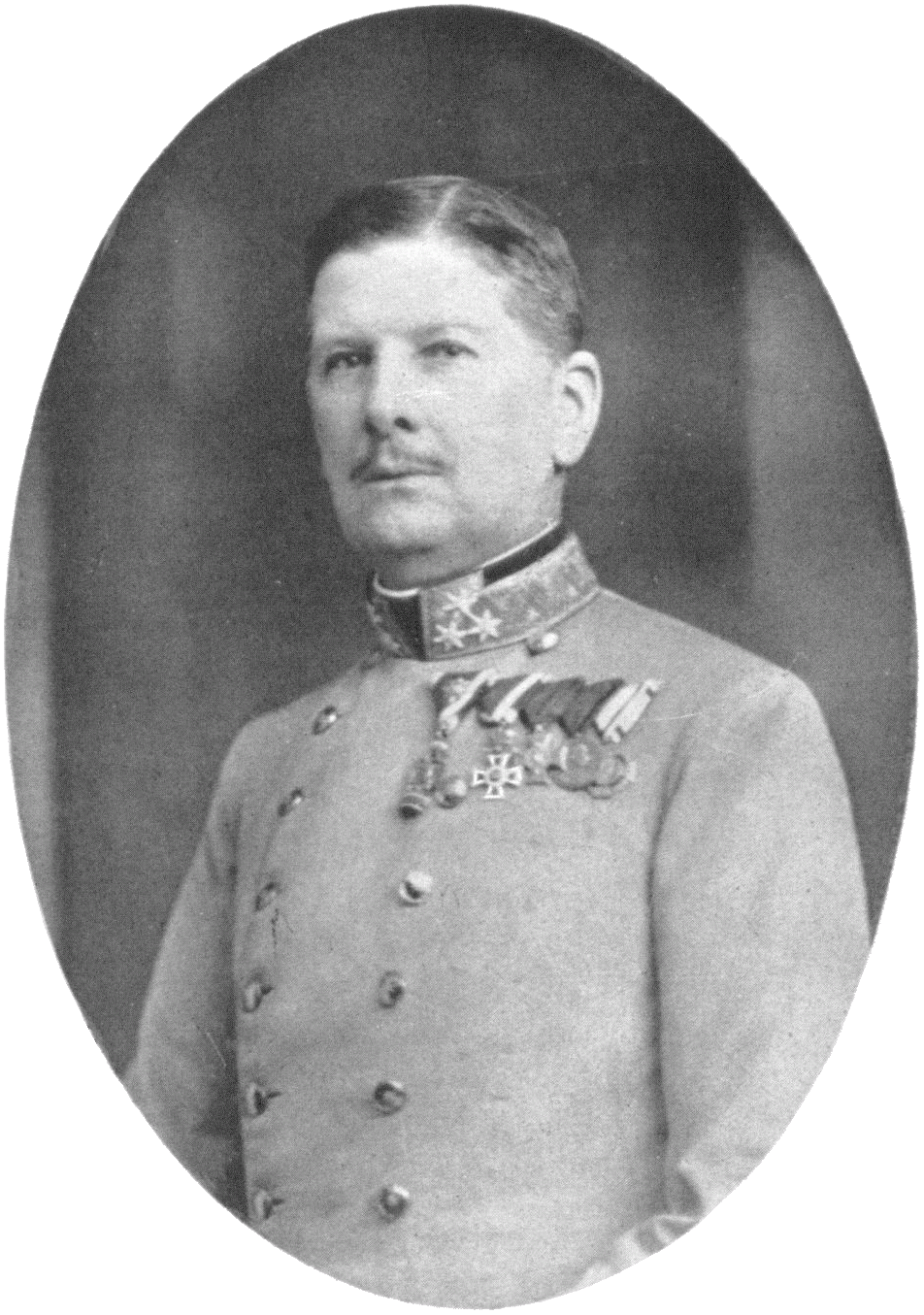
Generale Rudolf von Brudermann, comandante della 3ª Armata fino al 3 settembre
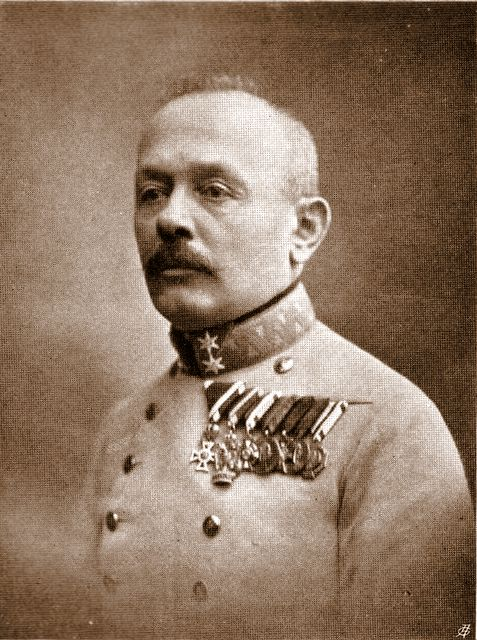
Generale Svetozar Borojević, comandante della 3ª Armata dal 3 settembre
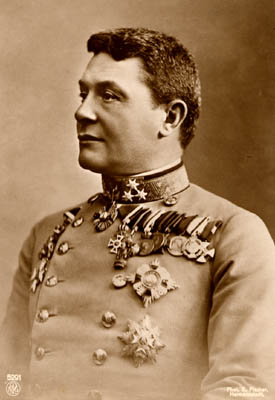
Generale Hermann Kövess, comandante del Armeegruppe Kovess
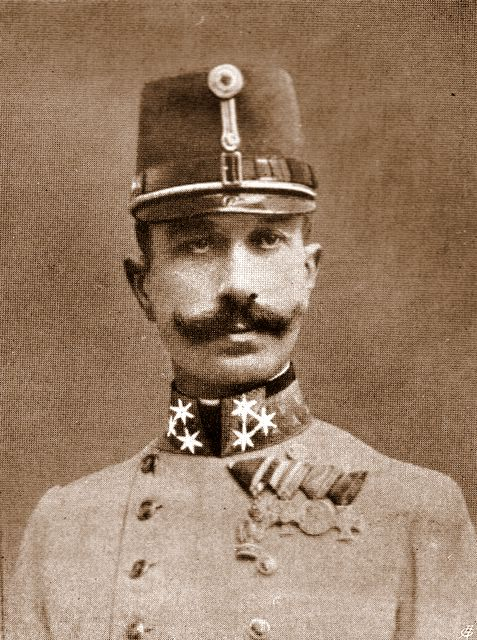
Generale Eduard von Böhm-Ermolli, comandante della 2ª Armata, distaccata dal fronte serbo